# Sindžár (pohoří)
Sindžár (arabsky ‏جبل سنجار‎, kurdsky ‏چیای شه‌نگال/ شه‌نگار Çiyayê Şingal/Şingar) je pohoří v guvernorátu Ninive v severním Iráku na západ od města Mosul a poblíž hranice se Sýrií. Na jeho úpatí se nachází stejnojmenné město, Sindžár (kurdsky Şingar). Pohoří obývají jezídští Kurdové, kteří ho považují za místo, kde po potopě přistála Noemova archa. Panuje zde semiaridní, subtropické podnebí středozemního typu s horkými, suchými léty a chladnými, vlhkými zimami.
Nejvyšším vrcholem pohoří Sindžár je Çêl Mêra (1463 m n. m.).

## Galerie

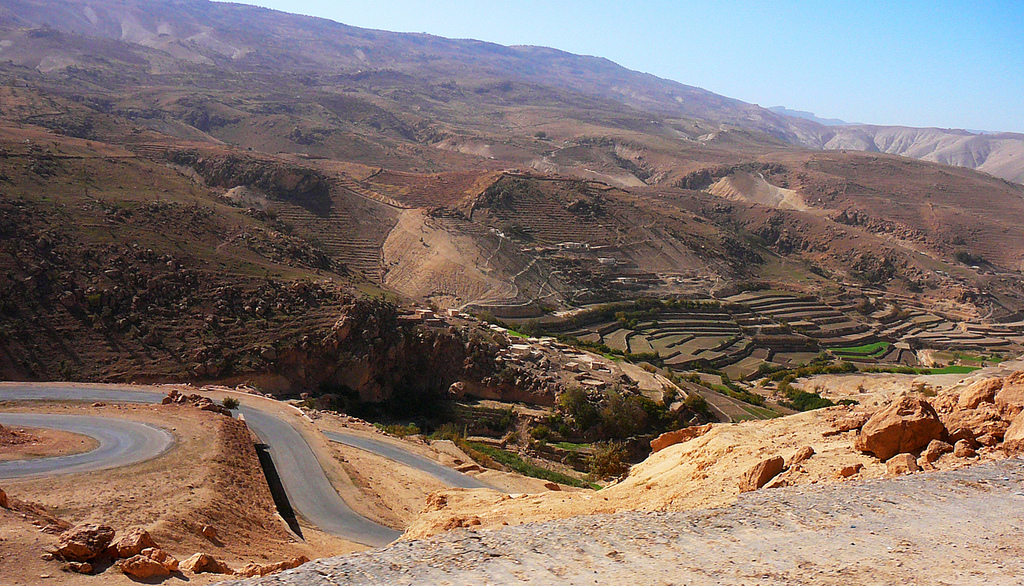
Políčka a vesnice na horských svazích
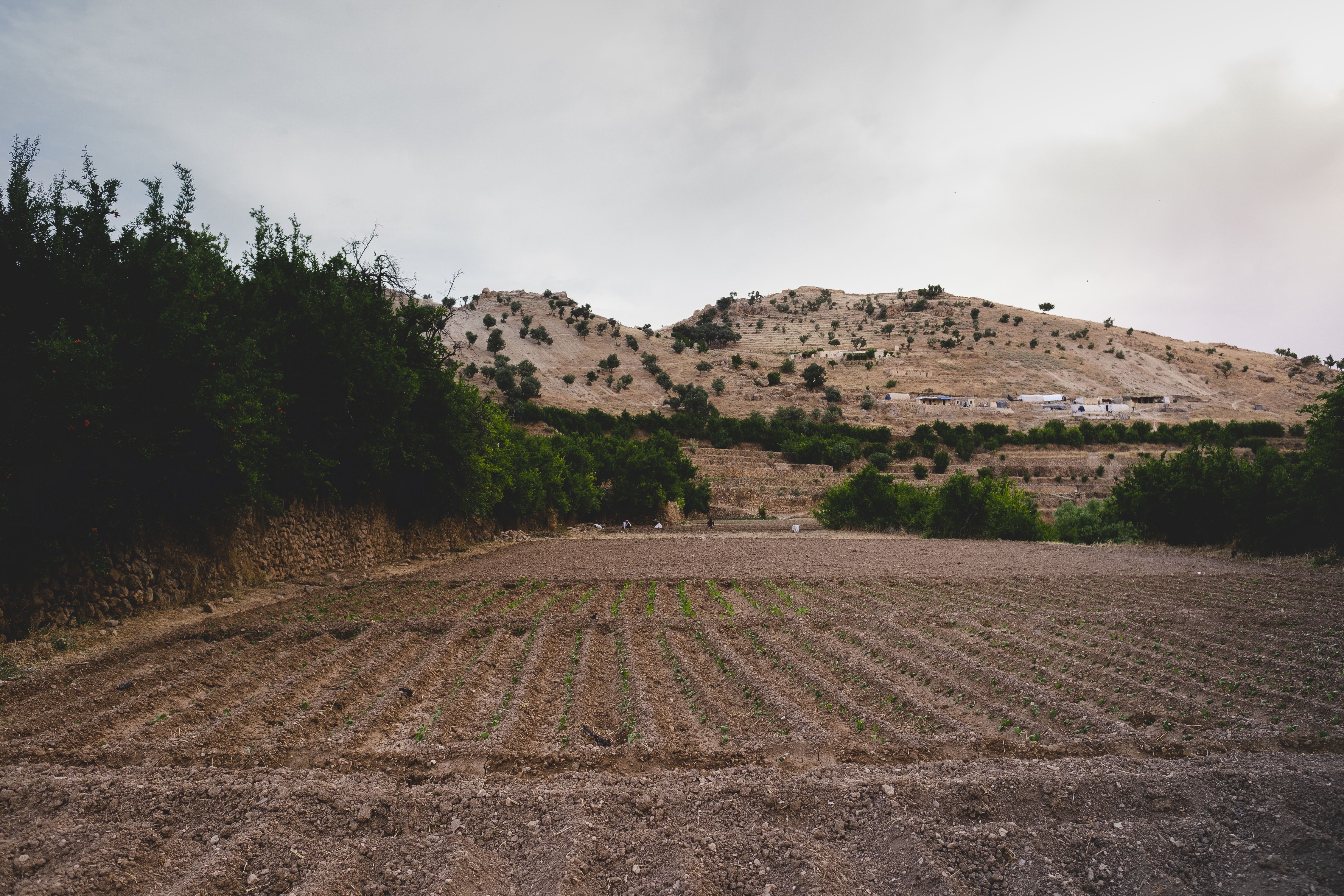
Tabákové plantáže na úpatí Sindžáru
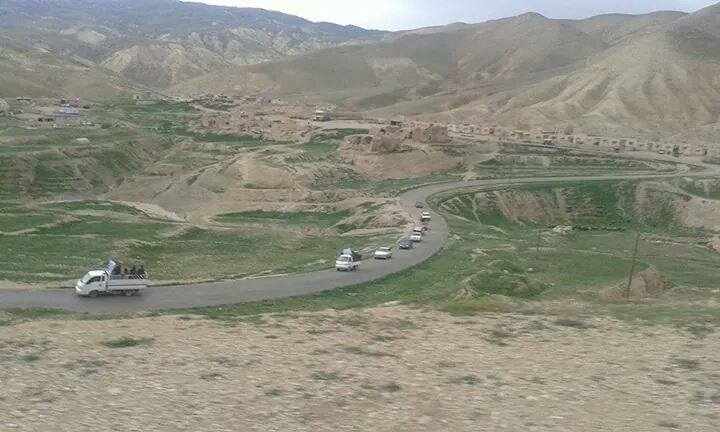
Silnice přes pohoří směrem k syrské hranici
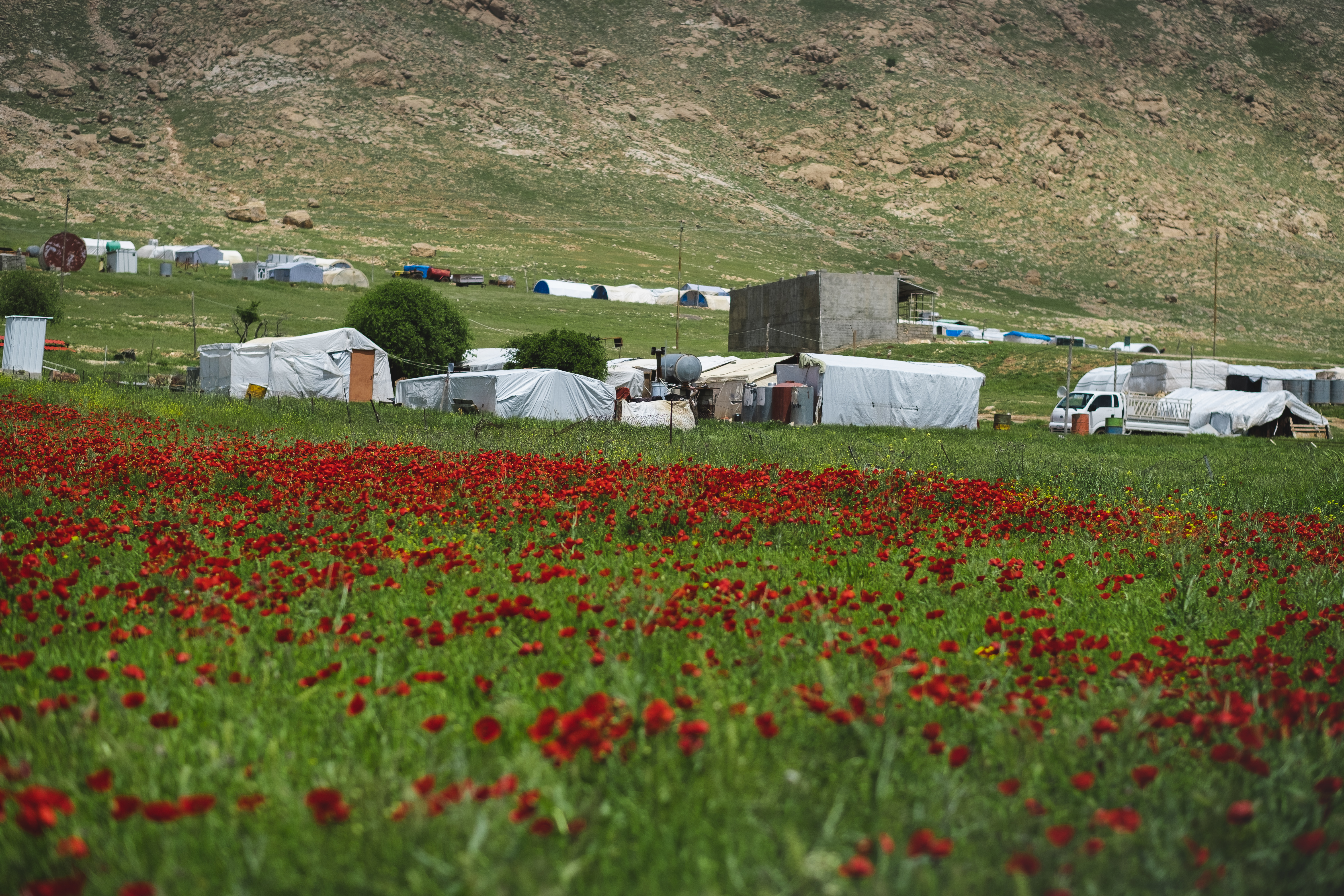
Maková pole u jezídského tábora pod horami (2019)
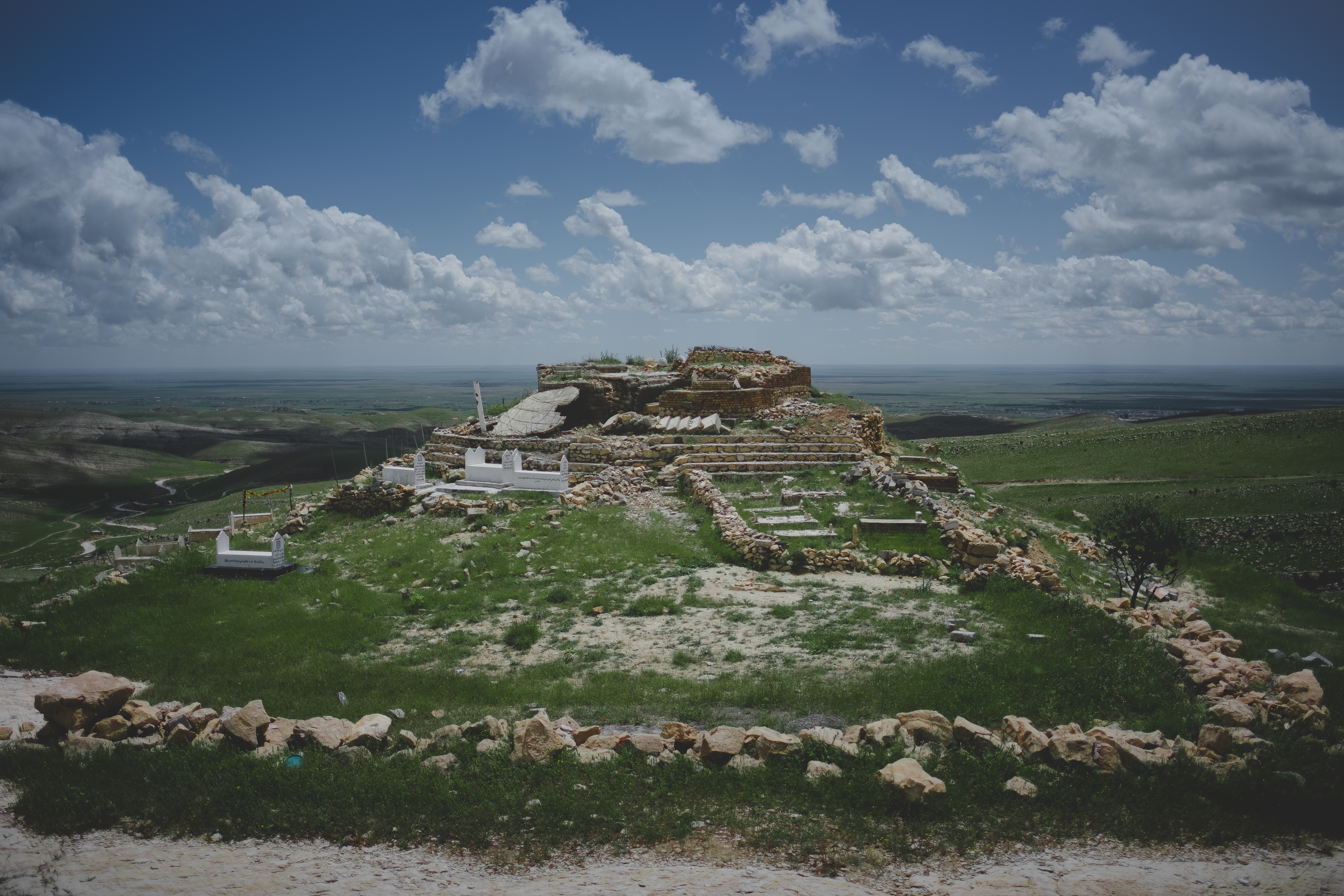
Jezídská svatyně Mame Rešan, zničená Islámským státem